# Reação por radicais livres
Em química, uma reação por radicais livres é qualquer reação química que envolva radicais livres. Este tipo de reação é abundante em reações orgânicas.
Dois estudos pioneiros na reações por radicais livres foram o descobrimento do radical trifenilmetilo por Moses Gomberg (1900) e o experimento do espelho de chumbo descrito por Friedrich Paneth em 1927. Neste último experimento, se realizou a descomposição do tetrametilchumbo a temperatura elevada produzindo-se radicais metilo e chumbo elementar em um tubo de quartzo. Os radicais metilo gasosos são levados a outra parte da câmara em um gás portador, onde reagem com chumbo em uma película especular, que desaparece lentamente.
Quando as reações radicais fazem parte da síntese orgânica, os radicais são frequentemente gerados a partir de iniciadores de radicais, como peróxidos ou compostos de azobis. Muitas reações radicais são reações em cadeia com uma etapa de iniciação da cadeia, uma etapa de propagação da cadeia e uma etapa da terminação da cadeia. Os inibidores de reação retardam uma reação radical e a desproporção radical é uma reação competitiva. As reações radicais ocorrem com frequência na fase gasosa, geralmente são iniciadas pela luz, raramente são catalisadas por ácidos ou bases e não dependem da polaridade do meio de reação. As reações também são semelhantes, seja na fase gasosa ou na solução.

## Cinética
A cinética química de uma reação radical depende de todas essas reações individuais. No estado estacionário, as concentrações de espécies iniciadoras (I.) e terminadoras T. são negligentes e a taxa de iniciação e a taxa de terminação são iguais. A taxa geral de reação pode ser escrita como:
v = kobs . [I]{\textstyle v=k_{obs}.[I]^{3/2}}
com uma dependência de ordem de 1,5 em relação às espécies iniciantes.
A reatividade de diferentes compostos em relação a um determinado radical é medida nas chamadas experiências de competição. Compostos contendo ligações carbono-hidrogênio reagem com radicais na ordem primária <secundária <terciária <benzil <alil, refletindo a ordem na energia de dissociação da ligação C-H .
Muitos efeitos estabilizadores podem ser explicados como efeitos de ressonância, um efeito específico para os radicais é o efeito captodativo.

## Reações químicas de radicais
Os tipos de reação mais importantes que envolvem radicais livres são:
- substituição de radicais livres, por exemplo halogenação e auto-oxidação de radicais livres;

- reações de adição de radicais livres;
- reações intramoleculares de radicais livres (substituição ou adição), como a reação de Hofmann – Löffler ou a reação de Barton;
- reações de rearranjo de radicais livres são raras em comparação com rearranjos envolvendo carbocações e restritos a migrações de arila;
- reações de fragmentação ou homólise, por exemplo, a reação de Norrish, a reação de Hunsdiecker e certas descarboxilações. Para fragmentações que ocorrem na espectrometria de massa, consulte a análise de espectro de massa;
- transferência de elétrons. Um exemplo é a decomposição de certos ésteres por Cu (I), que é uma reação de redução de um elétron formando Cu (II), um radical alcoxi oxigênio e um carboxilato. Outro exemplo é a eletrólise de Kolbe;
- substituição aromática radical-nucleofílica é um caso especial de substituição aromática nucleofílica;
- reações de acoplamento carbono-carbono, por exemplo, reações de acoplamento mediadas por manganês;
- reações de eliminação.

Os radicais livres podem ser formados por reação fotoquímica e reação de fissão térmica ou reação de redução da oxidação. Reações específicas envolvendo radicais livres são combustão, pirólise e craqueamento. As reações de radicais livres também ocorrem dentro e fora das células, são prejudiciais e foram implicadas em uma ampla variedade de doenças humanas (consulte ácido 13-hidroxioctadecadienoico, ácido 9-hidroxioctadecadienoico, espécies reativas de oxigênio e estresse oxidativo), bem como muitas das doenças associadas ao envelhecimento (veja envelhecimento).